# Trégourez
Trégourez es una comuna francesa situada en el departamento de Finisterre, en la región de Bretaña.

## Demografía
| 1111 | 1004 | 921 | 878 | 939 | 949 | 957 |
| Para los censos de 1962 a 1999 la población legal corresponde a la población sin duplicidades (Fuente: INSEE [Consultar]) |      |     |     |     |     |     |